# Winsummer en Bellingeweerster Meeden
De Winsummer en Bellingeweerster Meeden (huidige spelling: Winsumer- en Bellingeweerstermeeden) is een voormalig waterschap in de Nederlandse provincie Groningen. In 1941 wordt de naam van het waterschap Winsumermeeden.
Het waterschap was gelegen ten oosten van Winsum, tussen de Munsterweg en het Wetsingermaar. De oostgrens was de Oude Ae, de westgrens het Potmaar en de N361. Een deel ten noorden van de Munsterweg hoorde ook bij het waterschap. De bemaling gebeurde via een molen Oom Paul en een stoomgemaal, met de naam Stoommolen, die beide aan de Oude Ae stonden.
Waterstaatkundig gezien ligt het gebied sinds 1995 binnen dat van het waterschap Noorderzijlvest.

## Naam
Het waterschap is genoemd naar het gebied dat het besloeg: de meden van Winsum en van Bellingeweer.